# Elaeocarpus murukkai
Elaeocarpus murukkai är en tvåhjärtbladig växtart som beskrevs av M.J.E. Coode. Elaeocarpus murukkai ingår i släktet Elaeocarpus och familjen Elaeocarpaceae. Inga underarter finns listade i Catalogue of Life.